# Krasnići
Krasnići (Krasniqi), jedno od gegijskih plemena nastanjenih na Kosovu i sjevernoj Albaniji u području oko Prokletija i na obali rijeke Valbone pa sve do njenog ušća u Drim (Drin). Kao predak spominje se izvjesni Kraso, koji je imao još četiri brata, prema čemu bi im prvi rođaci trebali biti Hoti i crnogorska plemena Ozrinići, Piperi i Vasojevići.
Poznati pripadnici ovog plemena su albanski etnolog Mark Krasnići i Predsjednik Skupštine Kosova Jakup Krasnići.